# Creationisme

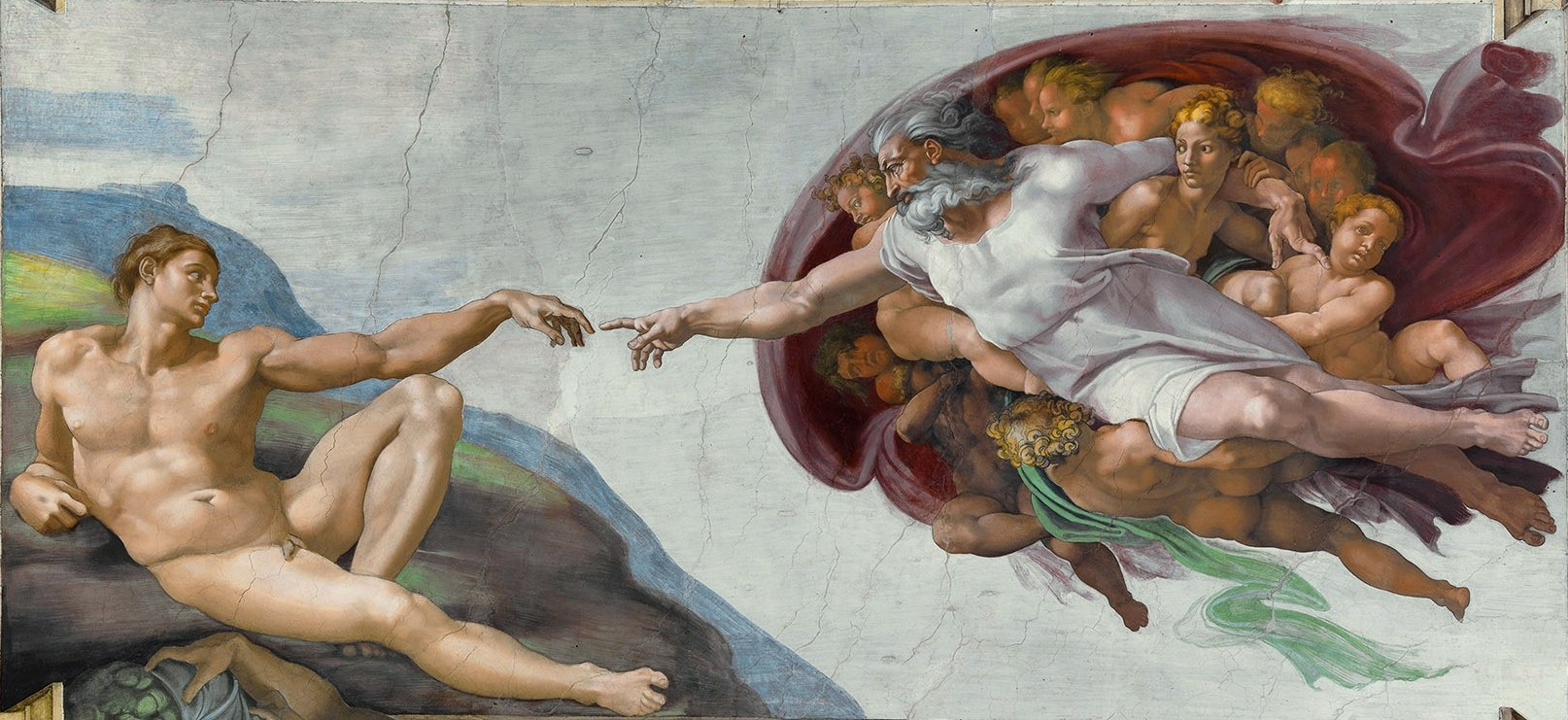
De schepping van Adam door God van Michelangelo

Het creationisme, begrepen in de zin van scheppingsleer, is de religieus geïnspireerde overtuiging of opvatting dat het universum en de Aarde, maar ook alle planten en dieren alsmede de mens, hun ontstaan te danken hebben aan een scheppingsdaad. Deze scheppingsdaad impliceert een schepper en kan gezien worden als een vrij plotseling en eenmalig gebeuren, dan wel als een geleidelijk en voortgaand proces.
Meestal wordt creationisme echter begrepen als de opvatting dat er een alternatief, concurrerend verklaringsmodel kan worden ontwikkeld voor de gangbare wetenschappelijke inzichten op de gebieden van kosmologie, geologie en biologie, met name voor de evolutietheorie. De creationistische wetenschap heeft als doel om met onderzoek en de theorievorming het ontstaan van de aarde en het ontstaan van het leven te verklaren als scheppingsdaad en de gangbare wetenschap te ontkrachten. Dit wordt in de wetenschappelijke wereld algemeen opgevat als pseudowetenschap.

## Creationisme als scheppingsgeloof
Het creationisme is in de eerste plaats geloof in een schepping. Dit scheppingsgeloof wordt met name in de monotheïstische religies van fundamenteel belang geacht. Een aantal leerstellingen of geloofsovertuigingen die nauw met het scheppingsgeloof samenhangen zijn:
- God openbaart zich in de natuur: de schoonheid, ordening en complexiteit van de schepping wijzen op de almacht en alwetendheid van God en zijn een reden voor aanbidding.
- De schepping wijst op Gods almacht en voorzienigheid: God heeft materie en natuurwetten tot stand gebracht en bestuurt de wereld.
- Mens en natuur zijn van God afhankelijk: leven en dood, armoede en welvaart, etc, zijn in Gods hand.
- De schepping was perfect, maar is door een zondige daad van de mens verdorven: hierbij kan men vooral denken aan de begrippen paradijs en zondeval.

## Richtingen in het creationisme

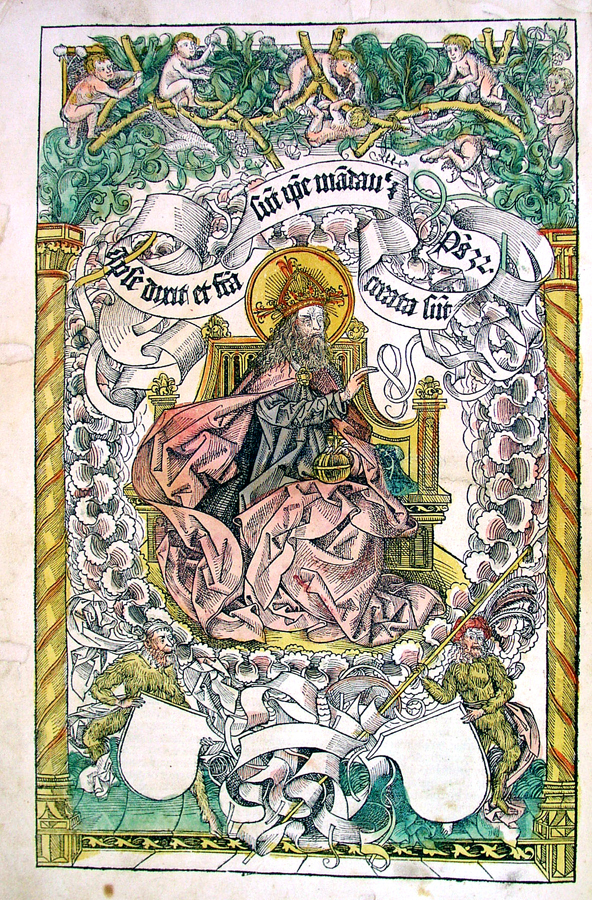
God die de wereld schept in de Kroniek van Neurenberg

Ten opzichte van de natuurlijke historie kent het creationisme verschillende varianten:
- jongeaardecreationisme: schepping in zes dagen van 24 uur, gedateerd omstreeks 4000 v.Chr.
- oudeaardecreationisme: schepping over een periode van vele miljoenen jaren
- progressief creationisme: God stuurt of grijpt in op de ontwikkeling van het leven

De laatste is het minst in overeenstemming met een letterlijke lezing van de Bijbel, maar komt ook het minst in conflict met de gevestigde wetenschap; de eerste is het meest in overeenstemming met een 'letterlijke lezing' van de Bijbel, maar komt ook het meest in conflict met de gevestigde wetenschap.
Er zijn ook christelijke gelovigen die de evolutietheorie geheel accepteren en in de wetenschap het methodologisch naturalisme aanvaarden. Deze worden aangeduid als theïstische evolutionisten of evolutionaire creationisten.
Een aantal creationistische schrijvers, waaronder Henry M. Morris en John C. Whitcomb, geeft aan dat er vanuit de Bijbel geen ruimte is voor miljoenen jaren. Andere theologen laten hier meer ruimte voor interpretatie, o.a. David Pawson.

### Jongeaardecreationisme
Het jongeaardecreationisme gaat uit van een schepping zoals beschreven in het Bijbelboek Genesis, die, door terug te rekenen via de geslachtsregisters etc. in de Bijbelse tijdlijn, circa zesduizend jaar geleden zou hebben plaatsgevonden. Natuurlijke variatie (soms aangeduid als micro-evolutie) wordt wel aanvaard, maar slechts als verklaring voor het ontstaan van varianten op de geschapen 'basissoorten'. Een voorbeeld hiervan zouden de variaties binnen het hondenras zijn. Een verregaande macro-evolutie zoals wordt beschreven vanuit de evolutietheorie, bijvoorbeeld de afstamming van de mens van een gemeenschappelijke voorouder van mensen en apen, wordt niet aanvaard. Volgens het jongeaardecreationisme is een natuurlijk proces als evolutie niet in staat om de complexiteit van levende wezens te creëren of een 'soort' in de ruime zin van het woord in een andere te doen overgaan. In plaats daarvan zou er sprake zijn van een schepping van 'oertypen' of created kinds (ook wel baramin genoemd). Nadien zouden deze 'oertypen' dan in beperkte mate opgesplitst zijn in soorten.
Binnen het jongeaardecreationisme is er ook sprake van een stroming die tracht wetenschappelijk aan te tonen dat de Aarde en het heelal recent zijn ontstaan, door argumenten te verzamelen die pleiten tegen de evolutietheorie en/of dateringsmethoden, ook al heeft de evolutietheorie niets te maken met de leeftijd van de Aarde of het universum. Dit onderzoek wordt echter door de gangbare wetenschap beschouwd als pseudowetenschap, aangezien de wetenschappelijke methode hier zou worden omgedraaid: men trekt eerst een conclusie op basis van religieuze argumenten en probeert deze vervolgens te onderbouwen met alternatieve interpretaties van het empirisch bewijs. Er is zelfs een heel kleine groep van jongeaardecreationisten die de mening is toegedaan dat fossielen - in de staat waarin zij zijn - onderdeel van de schepping zijn.

### Oudeaardecreationisme

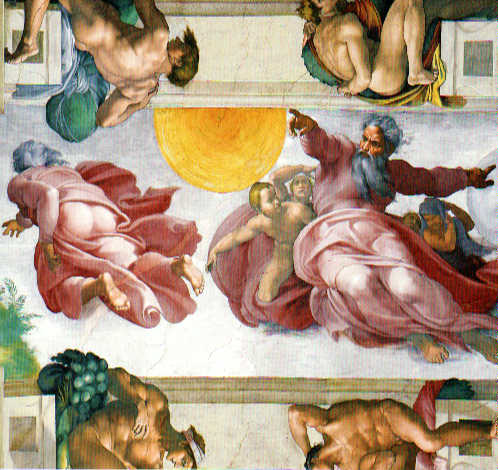
Schepping van de sterren en planeten

Mede vanwege de ouderdom van aardlagen zoals vastgesteld door de gangbare wetenschap zijn er ook creationisten die geloven in een schepping over een periode van miljoenen jaren. Zij worden 'oudeaardecreationisten' genoemd. De oudeaardecreationisten hebben dus geen moeite met de bevindingen van de moderne geologie en kosmologie: ze accepteren de bestaande theorieën betreffende de leeftijd van het heelal, de Aarde en de opvolging van soorten in het fossielenbestand.
Er zijn verschillende stromingen binnen het oudeaardecreationisme:
- Dag-Tijdperk theorie, die stelt dat de Bijbelse scheppingsdagen miljoenen jaren lang duurden en niet 24 uur.
- Onderbrekingtheorie, die stelt dat er een miljoenen jaren lange onderbreking was tussen de eerste dag van de schepping en de laatste (24-uurs) scheppingsdagen. Tijdens de onderbreking werden de aardlagen gevormd.
- Progressief creationisme, die stelt dat een Schepper voortdurend heeft ingegrepen in de ontwikkeling van het leven op Aarde.

Gemeenschappelijk voor deze stromingen is dat ze, net als bij jongeaardecreationisme, de mogelijkheid van darwinistische evolutie afwijzen, maar wel micro-evolutie accepteren.

### Progressief creationisme
Progressief creationisme spreekt over een Schepper als sturende kracht in de ontwikkeling van het leven en het universum.

### Theïstisch evolutionisme
Er zijn ook gelovigen die de conclusies van de gehele gangbare wetenschap accepteren en daarmee de evolutietheorie. In strikte zin zijn aanhangers van deze opvatting creationisten, omdat ze in schepping geloven, maar ze worden meestal aangeduid als 'theïstische evolutionisten'. Volgens de theïstische evolutionisten heeft God het evolutieproces zelf geschapen en al het leven inclusief de mens is een bedoeld voortvloeisel van dit proces. Aanhangers geloven dus niet in bijzondere schepping en deze stroming wordt daarom normaliter niet als een vorm van creationisme beschouwd.

### Andere visies op schepping en/of evolutie
- Neohumanisme
- Evolutie volgens het emanationisme,[8] in de oorspronkelijke betekenis van het Latijnse woord "evolutie": "ontwikkelen". Een wezen creëert zichzelf door emanatie vanuit zijn goddelijke essentie, de monade. Hier wordt uitgegaan van een niet-persoonlijke god of goden, maar van een goddelijke natuur die als creatieve kracht de gehele (uiterlijke) natuur doet ontstaan. Evolutie (ontrollen) of emanatie (uitstralen) brengt naar buiten wat in essentie in de kern al reeds aanwezig is.

## Bijbelinterpretatie
Met name jongeaardecreationisten gaan ervan uit dat Genesis 1 een historisch verslag is van de schepping, en dat in Genesis 2 het verslag van de schepping van de mens verder uitgewerkt wordt. De bronnen- en de vormkritiek echter ziet hier twee aparte verhalen in, (en in Job en psalmen nog de sporen van een derde). In dat geval zou Israël de mythen van omwonende volken hebben weergegeven om haar geloof in één scheppende God te belijden, zonder een punt te maken van hoe Hij dat gedaan heeft of in welke volgorde.

## Creationistische argumenten

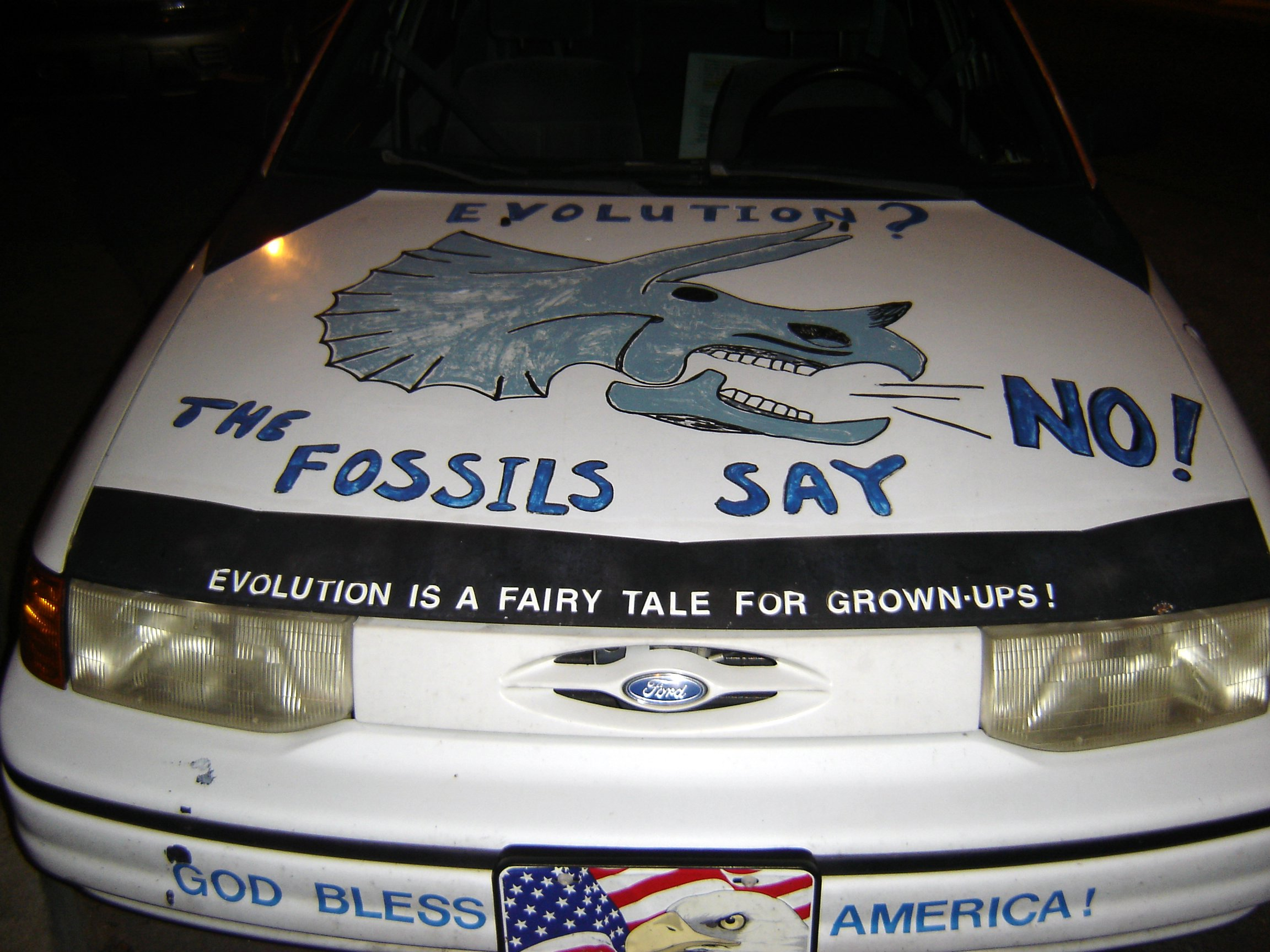
Creationisten die van mening zijn dat fossielen de evolutietheorie tegenspreken

Creationistische opvattingen over het ontstaan van het heelal, de Aarde, organismen en de mensheid komen vaak in confrontatie met wetenschappelijke opvattingen. Met name in de Verenigde Staten zijn er creationistische organisaties actief die bewijzen proberen te geven voor het scheppingsverhaal zoals dat in Genesis beschreven wordt. Tevens vallen zij de evolutietheorie en gerelateerde wetenschappelijke theorieën aan. Enkele voorbeelden van hun argumentatie:
- de onzekerheidsmarges van de koolstofmethode voor ouderdomsbepaling.[9][10]
- er zouden fossielen uit verschillende geologische tijdperken in eenzelfde geologische laag gevonden zijn.[11][12]
- er zouden geen overgangsfossielen zijn aangetroffen.[13]
- het zoutgehalte van het zeewater zou geen oude Aarde toelaten.[14]
- uit de tweede wet van de thermodynamica zou volgen dat het aannemelijker is dat leven degenereert in plaats van evolueert naar ingewikkelder vormen. Dit zou dan gelden voor alles in het universum en dus ook voor leven en zelfs de menselijke cultuur, waarbij piramides en andere wonderlijke bouwwerken de grote kennis van de mensen vroeger zouden aantonen.[15][16]
- volgens de zogenaamde hydroplaattheorie zou er een uitleg zijn voor 25 geologische kenmerken, waarbij een jonge Aarde van 6000 jaar oud mogelijk is.[17][18]
- kosmologische roodverschuiving van het licht van de sterren door vermindering van de lichtsnelheid in plaats van hoge snelheid van de sterren: (kwantumroodverschuiving).[19][20]
- Het bestaan van niet-reduceerbare complexe structuren in de biologie, d.w.z. complexe structuren die hun effect verliezen als ook maar één deel ervan verwijderd wordt.[21]
- Het aantal benodigde mutaties en evolutionaire stappen in biologische systemen zou zoveel moeten zijn dat er niet genoeg tijd hiervoor was in 3 1/2 miljard jaar.
- De eerste stap van niet-leven naar leven (abiogenese) wordt door creationisten als onoverkomelijk gezien.[22]
- Het vinden van weefsel bij dinosauriërfossielen zou volgens creationisten niet mogelijk zijn wanneer deze fossielen inderdaad miljoenen jaren oud zijn.[23]

Een aantal argumenten wordt om uiteenlopende redenen door wetenschappers beschouwd als achterhaald of in tegenspraak met waarnemingen uit wetenschappelijk onderzoek. Sommige argumenten zijn volgens de wetenschap niet ter zake. Zo worden koolstofdateringen, door de korte halveringstijd van 14C, bijvoorbeeld alleen gebruikt voor dateringen van op zijn hoogst enkele tienduizenden jaren terug, hetgeen sowieso te kort is. Andere argumenten zouden gebaseerd zijn op een te simplistische interpretatie van natuurwetten. Bij het argument van het zoutgehalte van de zeeën wordt bijvoorbeeld geen rekening gehouden met het neerslaan van een deel van het zout. Een ander voorbeeld is het gebruik van de tweede hoofdwet van de thermodynamica, die alleen opgaat voor geïsoleerde systemen zonder toevoer van energie, hetgeen op de aardse biosfeer niet van toepassing is. Ten slotte is de hydroplaattheorie geen wetenschappelijk verantwoord alternatief voor de conventionele geologische theorieën, aangezien het scenario uit de hydroplaattheorie voor veel geologische verschijnselen geen verklaring biedt, en de verklaring van andere verschijnselen moeilijk consistent is te maken met de natuurwetten.
Telkens wanneer wetenschappelijke conclusies worden gepubliceerd die een creationistische interpretatie van de heilige schrift weerspreken, bestaat de streng creationistische benadering uit een verwerping van de conclusies, de onderliggende wetenschappelijke theorieën, en/of de methodologie, zonder daarbij de eigen beweringen te baseren op enigerlei wetenschappelijke methode. Om deze reden karakteriseren wetenschappers zogenaamde "scheppingswetenschap" alsook de "intelligent design" als pseudowetenschap.

## ID - Intelligent Design
Een ontwikkeling vanuit de Verenigde Staten sinds ongeveer 1990 is de zogenaamde intelligent design-beweging. De basis van de ID-theorie is de irreduceerbare complexiteit: het voorkomen van ingewikkelde mechanismen in de natuur die dermate complex zijn dat zij niet door toevallige evolutie ontstaan kunnen zijn, omdat het systeem enkel zoals het is kan werken. Een simpelere vorm of een vorm waarbij een van de delen afwezig is zou niet kunnen werken. Als voorbeeld wordt vaak het mechanisme van bloedstolling genoemd. Een probleem is echter dat mechanismen die intuïtief voldoen aan het principe van irreduceerbare complexiteit bij nadere beschouwing vaak toch stapsgewijs kunnen zijn ontstaan.
De alternatieve verklaring is dat er niet sprake is van een door toeval geleide evolutie, maar door een intelligent ontwerp (intelligent design) dat ooit van buitenaf in het systeem is ingebracht. Vaak vergelijken ID'ers de genetische informatie van levende wezens met de software die computers gebruiken om toepassingen te kunnen draaien. Een computer zonder software is een dood ding en een cel zonder goede genetische code is ook onbruikbaar. Ze gaan hierbij niet in op wat de aard is van de programmeur of 'intelligentie' die dan deze 'software' heeft ontworpen, omdat volgens hen met wetenschappelijke methodes hierover niets te onderzoeken valt. Omdat ze het in het midden laten of ze een, al of niet traditionele, schepper veronderstellen die aan het begin van het leven staat, of uitgaan van in een hiërarchie werkende demiurg, of uitgaan van het emanationisme, bemoeien ze zich naar eigen zeggen niet met godsdienst, maar vinden alleen dat de wetenschap tekortschiet om diepere aspecten van de (biologische) natuur, waaronder een eventuele evolutionaire voorgeschiedenis, te onderzoeken. In ieder geval vinden veel aanhangers van deze visie dat ze niet bij de 'traditionele' creationisten ingedeeld moeten worden.

## Evolutiesceptici

Een satire van de evolutietheorie waarin een karikatuur wordt gemaakt van Charles Darwin als een aap

Er bestaat ook een groep personen, die geen uitgesproken creationisten zijn, maar wel (delen van) de evolutietheorie, of sommige implicaties ervan afwijzen. Binnen het Nederlandse taalgebied kan men denken aan Arie van den Beukel in zijn publicatie Met andere ogen. Van den Beukel, die zichzelf niet als creationist beschouwt, heeft als doel aan te tonen dat creationisten op sommige punten wel degelijk iets te zeggen hebben en door de officiële wetenschap ten onrechte zouden worden genegeerd. Van den Beukel is van mening dat veel "darwinistische biologen" hun conclusies niet baseren op wetenschappelijk onderzoek, maar op metafysische vooroordelen. Wat dit laatste betreft deelt Van den Beukel deze ideeën met de eerder genoemde Neohumanisten.

## Creationisme als pseudowetenschap
Hoewel binnen de wetenschappelijke wereld creationistische verklaringen niet meer worden aanvaard, worden ze in creationistische kringen nog steeds geaccepteerd als aannemelijk en als een verklarend alternatief voor de gangbare wetenschappelijke inzichten, waarbij de discussie vooral een levensbeschouwelijke grondslag heeft.
Sommige creationisten beleven hun geloof zonder dit wetenschappelijk te willen onderbouwen of daar de noodzaak voor te voelen. De meeste mensen die het creationisme bewust aanhangen doen echter geregeld empirische uitspraken met opvattingen die tot het religieuze en spirituele domein behoren. Door deze vermenging krijgen hun uitspraken het karakter van pseudowetenschappelijke opvattingen. Meer militante creationisten trachten het creationisme geloofwaardigheid toe te brengen door de evolutietheorie systematisch in diskrediet te brengen met drogredeneringen. Hierbij worden meestal technieken gehanteerd waarbij kennis stelselmatig selectief wordt aangewend in het voordeel van het creationisme. Zo focussen creationisten geregeld op een schaars aantal fraudegevallen in het fossielenbestand, om de bewijskracht van de meerderheid van fossielen te ontkrachten. Soms wordt het gebrek aan overgangsfossielen genoemd, zonder te specificeren wat dan precies een overgangsfossiel is en waaraan men er een herkent, zodat elk aangedragen voorbeeld kan worden afgewezen als fully formed, "volledig gevormd". Deze redenering staat bekend als de God of the Gaps, de "God van de Gaten".
Het gebeurt ook vaak dat bij het benaderen van een fenomeen – bijvoorbeeld het ontstaan van het leven – de status nog niet verklaard te snel wordt omgezet in onverklaarbaar en dat er vervolgens ook nog een creationistische 'verklaring' wordt gegeven, alsof die meer verklaringskracht in haar draagt dan reeds bestaande theorieën.

### Wat is een verklaring?
Een creationistische verklaring is meestal geen verklaring, maar een uitspraak of een geloofsuiting, bijvoorbeeld: "Goddelijke ingreep". Zo'n uitspraak druist meestal in tegen het principe van het Scheermes van Ockham, namelijk dat de onderzoeker de eenvoudigste verklaring dient te prefereren boven overbodig complexe verklaringen. Als een fenomeen verklaard kan worden aan de hand van drie mechanismen, dan is het overbodig daar een vierde bij te halen. Deze selectieve methodes zijn niet alleen niet ten volle rationeel. Ook argumenten die gebaseerd zijn op verkeerde interpretaties van natuurwetten in verband met bijvoorbeeld dateringsmethoden worden door sommige creationisten opgevoerd als 'wetenschappelijke' argumenten.

### Creation science
"Creation Science" is een stroming in het creationisme die het meest de kenmerken heeft van pseudowetenschap: zij interpreteren feiten of waarnemingen vanuit een eenzijdige creationistische overtuiging, in plaats van zich te baseren op algemeen aanvaarde wetenschappelijke methodes en op gangbare natuurwetenschappelijke theorieën. Ook typisch voor pseudowetenschap is het presenteren van religieuze en spirituele opvattingen als feitelijke of plausibele uitspraken over de empirische werkelijkheid.

## Creationisme in de wereld

### In de Verenigde Staten

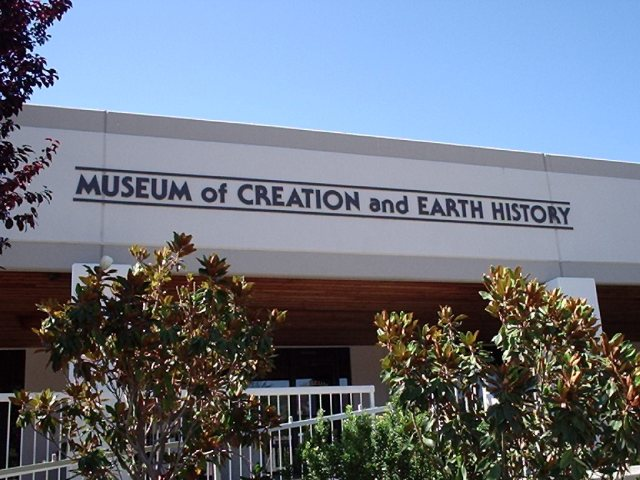
Creation Museum van Answers in Genesis

In de Verenigde Staten kan een groot deel van de bevolking zich vinden in christelijk creationistische ideeën. In 2005 steunde volgens een vergelijkend internationaal onderzoek ongeveer 40% van de bevolking de evolutietheorie, terwijl 40% deze verwierp en 20% van de ondervraagden twijfelde. Volgens een Gallup Poll-onderzoek uit 1997 zou zelfs 40% van de Amerikaanse volwassenen de creationistische leer steunen, tegen 40% steun voor een door God geleide evolutie en 20% voor een evolutie zonder ingrijpen van bovenaf. De meeste sympathisanten wonen in de conservatief-christelijke 'Bible Belt' in het zuiden en mid-westen van de VS. In de grote steden aan vooral de oostkust is de steun voor het creationisme een stuk minder.
In de Verenigde Staten proberen creationisten via politieke weg ook het christelijk creationisme op de scholen te laten onderwijzen. Creationistische activisten in de VS hebben inmiddels via de schoolboards, voornamelijk in de grote staten Californië en Texas, ervoor gezorgd dat evolutie goeddeels uit de schoolboeken geschrapt is. Daar wordt echter door tegenstanders tegenin gebracht dat dit een inbreuk zou zijn op de scheiding tussen kerk en staat.
Ook op internet zijn de meeste pro-creationistische websites afkomstig van Amerikaanse creationistisch-christelijke organisaties. In de VS is hierover nog altijd veel strijd gaande tussen de twee kampen. Een bekende bestrijder van het creationisme (en andere pseudowetenschappen) was de Amerikaanse astronoom Carl Sagan.
Er zijn ook verscheidene musea die het creationisme promoten, zoals het Dinosaur Adventure Land (van Kent Hovind) en het Creation Museum (van Answers in Genesis).
De opkomst van de intelligent design-beweging wordt door sommige tegenstanders gezien als een nieuwe poging om een creationistisch alternatief voor de evolutietheorie onderwezen te krijgen in het Amerikaanse onderwijs. Intelligent design zou hierbij meer kans maken dan het klassieke creationisme, waarin de Bijbelse scheppingsverhalen als een historisch relaas worden beschouwd, waarvan de letterlijke interpretatie wetenschappelijk moeilijk verdedigd kan worden.

### Verschil tussen Europees en Amerikaans christelijk (jongeaarde-)creationisme
Hoewel tegenwoordig christelijke creationisten in Europa sterk worden beïnvloed door die van het Noord-Amerikaanse continent, bestaat er een markant verschil tussen het traditionele Europese christelijke creationisme en het Amerikaanse creationisme. Dit draait rond het vraagstuk van de invloed van de zondvloed op de geologische kolom. Traditioneel hangen Europese creationisten het catastrofisme aan en nemen Amerikaanse creationisten de Bijbel letterlijker:
- Amerika: bijna alle aardlagen zijn afgezet tijdens de zondvloed en de eerste maanden erna. De ijstijd begon bijna onmiddellijk hierna en was ook veroorzaakt door de zondvloed. Grote catastrofen die we in de aardlagen terugzien kwamen na de zondvloed niet meer voor.
- Europa: een groot deel van de aardlagen is afgezet bij wereldomvattende catastrofen die deels lange tijd na de zondvloed plaatsvonden.

Vaak wordt in b.v. het Duitse christelijk creationisme gesteld dat de aardlagen na het Carboon van na de zondvloed zijn. De fossielen van de dinosauriërs en de krijtlagen en zoutlagen zijn dus allemaal afgezet na de zondvloed.
Mogelijke catastrofen van na de zondvloed die in de Bijbel staan:
- De taalverwarring bij de torenbouw van Babel.
- De verdeling van de Aarde (continentverschuiving?) tijdens de dagen van Peleg.
- De tijd van het boek Job waarin duidelijk de klimaatomstandigheden beschreven worden in het Midden-Oosten ten tijde van de ijstijd. Het boek zou dan eigenlijk in de tijd ver voor Abraham spelen.

Tegenwoordig worden Europese creationisten echter sterk beïnvloed door het Amerikaanse creationisme, waardoor het verschil in toenemende mate wordt verkleind.

### In Nederland en België
Het creationisme heeft in de Lage Landen, in vergelijking met de VS, veel minder aanhang. België en Nederland behoren tot de meest geseculariseerde landen ter wereld. Zeventig procent van de christelijke gelovigen in Nederland heeft geen probleem met de evolutietheorie. Toch laten creationisten van tijd tot tijd van zich horen. Sommige historici onderscheiden in Nederland drie 'golven' van creationisme, namelijk in de jaren 1930, de jaren 1970 en vanaf circa 2009, de laatste voornamelijk in reformatorische hoek. De oorzaken voor deze oplevingen van creationisme worden zowel in Nederland zelf gezocht, als in beïnvloeding door het Amerikaanse debat. Het creationisme vindt vooral aanhang onder protestanten in Nederland, eerder dan in België, waar het katholicisme historisch gezien een sterker fundament heeft. Katholieken distantiëren zich vaak van het 'strikte' creationisme, terwijl ze wel reserves bij de evolutietheorie houden. Net als in de Verenigde Staten, wordt het creationisme in Nederland vooral gedragen door evangelische christenen. Toch vindt het ook veel steun in kringen van orthodox-gereformeerden en bevindelijk gereformeerden. De relatie tussen de Nederlandse gereformeerden en het creationisme is gedurende de twintigste eeuw echter altijd een van afstoting en aantrekking geweest. Gereformeerde kerkgenootschappen hebben zich nooit als creationistisch geprofileerd en leidinggevende orthodoxe gereformeerde theologen hebben altijd afstand bewaard.
Het is vooral de niet-kerkelijke Evangelische Omroep (EO) die zich sterk met het creationisme heeft geïdentificeerd.
In 1997 kreeg het boek Degeneratie van EO-presentator Peter Scheele veel weerklank in creationistische middens, maar het boek werd in sceptische kringen ook op felle kritiek onthaald. In die periode ontstonden er enkele Nederlandstalige sites en blogs van evangelisch en reformatorisch georiënteerde organisaties die zich met het onderwerp bezighouden, maar die online ook tegenreactie oproepen.
In november 2005 betuigde de Nederlandse minister van Onderwijs, Cultuur en Wetenschap Maria van der Hoeven op haar weblog openlijk haar sympathie voor de intelligentdesignbeweging, die in Nederland hoofdzakelijk vertegenwoordigd werd door nanotechnoloog Cees Dekker (TU Delft). De verontwaardiging en kritiek, zowel vanuit de politiek als vanuit wetenschappelijke kringen, was groot en er werden zelfs Kamervragen gesteld. Ronald Plasterk, de opvolger van Maria van der Hoeven, was een van haar critici en staat bekend als een zeer fel tegenstander van het creationisme.
De Belgische pers volgde de affaire in Nederland op de voet, maar het idee kreeg er evenmin navolging. Zo verklaarde Mieke Van Hecke, directeur-generaal van het Vlaams Secretariaat van het Katholiek Onderwijs (VSKO), in een interview dat katholieke wetenschappers de evolutietheorie al lang hadden aanvaard.
In december 2007 ondertekenden meer dan 220 Belgische wetenschappers een petitie waarin zowel het pseudowetenschappelijke betoog van de intelligentdesignbeweging als de fundamentalistische moraal op haar politieke agenda aan de kaak gesteld wordt. Het initiatief kwam er nadat de Raad van Europa een standpunt tegen 'de gevaren van het creationisme in het onderwijs' aannam, een resolutie die zich krachtig kant tegen het onderwijzen van het creationisme, zowel als wetenschapsvak, als binnen elk ander vak tenzij godsdienst. Ondanks het uiterst duidelijke standpunt van de Raad van Europa stemde niet minder dan een derde van de aanwezige parlementsleden tegen de resolutie (25 stemmen tegen, 48 voor). De tegenstemmen kwamen in hoofdzaak van de Europese Volkspartij (EVP), met veel leden uit Oost-Europa en Italië.
Begin 2008 nam creationisme- en Darwinspecialist professor Johan Braeckman het initiatief aan de UGent om de Vlamingen beter in te lichten over de problematiek rond creationisme en intelligent design. Het was vooral een voorlichtingsinitiatief met het oog op "Darwin 2009". Hij stelde dat het islam-creationisme bij allochtone leerlingen in Vlaanderen meer aanhang kreeg, waarbinnen Darwins theorie om geloofsredenen verworpen werd.
Een andere groepering die actief een vorm van creationisme verkondigde waren de Jehova's getuigen, met een ledenaantal in België van ruim 23.000 (2006).
In Nederland besteedde de Evangelische Omroep door de jaren heen veel aandacht aan het creationisme. Er werden (vooral in de periode 1970 - 1990) televisieprogramma's over gemaakt, debatten georganiseerd en creationistische boeken uitgegeven. Af en toe leidde dit tot controverses. Eind juli 2007 kwam in het nieuws dat de EO in de BBC-serie Het Leven van Zoogdieren van de Britse documentairemaker David Attenborough elke verwijzing naar de evolutietheorie, inclusief de afstamming van de mens, had verwijderd of onjuist vertaald (waaronder zelfs het wegcensureren van elke keer dat Attenborough het woord miljoen gebruikt). De zaak werd aan het licht gebracht door Gerdien de Jong, universitair hoofddocent evolutiebiologie aan de Universiteit Utrecht. Bijna vierhonderd Nederlandse en Vlaamse wetenschappers ondertekenden daarop een petitie waarin de BBC werd verzocht geen censuur toe te laten in haar verkochte natuurprogramma's. De EO distantieerde zich van de aantijgingen, maar ging in januari 2008 in op het verzoek van de BBC om de aangepaste dvd uit de handel te nemen.
Begin 2009 kwam er binnen de EO meer ruimte voor verschillende geluiden. EO-coryfeeën Willem Ouweneel en Andries Knevel verklaarden dat ze geleidelijk minder moeite hadden gekregen met de evolutietheorie. Blijkens hun uitspraken neigden zij meer tot het evolutionistisch theïsme. Ook Cees Dekker liet het intelligentdesignconcept achter zich. Dit bracht veel en deels felle discussie teweeg bij leden en (ex-)medewerkers van de EO.
Tijdens het 200e geboortejaar van Darwin werden in februari 2009 in Nederland huis aan huis folders verspreid met een verzameling creationistisch gekleurde beweringen zoals "In de aardlagen zitten primitieve kleine organismen onder ingewikkelder dieren, maar misschien wel omdat ingewikkelder dieren eerst nog wegrennen als ze bedolven dreigen te raken".
In deze bewering zit de suggestie dat in reeksen fossielen geen ontwikkeling zou zitten of dat deze ontwikkeling het product is van het vermogen van ontwikkelde dieren om aan fossilisering te ontsnappen. Vergelijkbare opvattingen en interpretaties zijn nu voldoende weerlegd.

### In niet-westerse landen
Onder invloed van het christelijke creationisme is er ook in de islam een creationistische beweging ontstaan die veel van haar argumenten hieraan ontleent, hoewel meer het oudeaardecreationisme wordt aangehangen. In moslimlanden als Turkije is heden een actieve creationistische beweging, die zelfs creationistische lectuur verspreidt naar westerse landen. Een voorbeeld: in het voorjaar van 2007 haalt de Turkse uitgever Harun Yahya de pers, wanneer hij gratis en ongevraagd het anti-darwinistische propagandaboek The Atlas of Creation naar Nederlandse en Belgische scholen en universiteiten opstuurt. De actie krijgt scherpe kritiek in de media en tal van onderwijsinstellingen weren de publicatie, wegens “misleidend”, “strijdig met het onderwijsprogramma” en zelfs “onethisch”. In veel streng-islamitische landen is het niet mogelijk om zonder gevaar voor eigen leven het evolutionisme te propageren of openlijk kritiek te uiten op de scheppingsleer. Er zijn echter meer religies die een creationistische leer hebben in overeenstemming met hun eigen heilige geschriften. Zo wordt er bij sommige stromingen in het hindoeïsme op basis van bepaalde teksten in de Veda's van uitgegaan dat de Aarde 15 miljard jaar oud is en dat de mens al die tijd al heeft bestaan.

## Tegenbewegingen
Een groep bekende filosofen en wetenschappers, waaronder Daniel Dennett en de psycholoog Steven Hayes, pleit voor een naturalistische houding ten opzichte van religie in het algemeen en creationisme in het bijzonder. Dit houdt in dat het verschijnsel religie en de functie die het heeft voor mensen, bestudeerd moet worden op een wetenschappelijke wijze, zonder een oordeel over het waarheidsgehalte van religieuze beweringen te vellen. Andere wetenschappers, waaronder Richard Dawkins pleiten voor een georganiseerde, actieve bestrijding van het creationisme, omdat het in hun ogen in strijd is met wetenschap en fundamentele vrijheid.
Volgens creationisten, maar ook volgens veel christenen die geen creationist zijn, is de emotionele gedrevenheid van deze tegenbeweging tegen een tegenbeweging opmerkelijk en vinden enkele wetenschappers die zelfs overdreven scherp in hun 'anticreatiestrijdmethoden'. Ten slotte is er onder wetenschappers maar een kleine minderheid die het creationisme aanhangt en zouden de vele uitgebreide weerleggingen van de creationistische beweringen eigenlijk al voldoende moeten zijn. Op internet is sinds 1986 de nieuwsgroep talk.origins gespecialiseerd in dit onderwerp. Omdat de leden van die groep, onder wie veel professionele biologen, paleontologen, geologen en zelfs filosofen en informatici, zoveel beweringen van creationisten moesten ontkrachten, heeft men een website opgericht, genaamd TalkOrigins Archive, waarop vele beweringen van creationisten gedocumenteerd, geannoteerd en weerlegd worden in de Index to Creationist Claims. Deze website heeft inmiddels vele prijzen ontvangen, waaronder van het Smithsonian Institute, en wordt door vele universiteiten gebruikt als lesmateriaal. De leden van TalkOrigins zeggen ook wel verbonden te zijn aan de fictieve Universiteit van Ediacara.
Daarnaast vormt het idee van Unintelligent Design een satirische reactie op intelligent design.